# USS John F. Kennedy (CVN-79)
La USS John F. Kennedy (CVN-79) è la seconda portaerei della classe Gerald R. Ford, dopo la capoclasse CVN-78. Il 30 maggio 2011 è stato decretato che la portaerei si chiamerà in onore del 35º presidente statunitense John F. Kennedy.
La nave è stata varata il 29 ottobre 2019 e battezzata il 7 dicembre 2019. Utilizza i nuovi reattori nucleari A1B.
Una volta entrata in servizio con la U.S. Navy, andrà a sostituire la
USS Nimitz (CVN-68).